# Lake Marginal
Lake Marginal ist ein kleiner See an der Scott-Küste des ostantarktischen Viktorialands. Er liegt unmittelbar östlich des Kap Sastrugi im südlichen Ausläufer der Deep Freeze Range. 
Das New Zealand Antarctic Place-Names Committee benannte ihn.